# Малецкий, Антоний (драматург)
Антони Малецкий (пол. Antoni Małecki; 16 июля 1821, с. Обьезеже (ныне гмина Оборники Оборницкий повят, Великопольское воеводство Польши) — 7 октября 1913, Львов) — польский учёный-языковед, историк литературы, медиевист, филолог, геральдист, литературный критик и драматург. Педагог, профессор ряда университетов, ректор Львовского университета. Общественный деятель.

## Биография
В 1841—1844 изучал классическую филологию в берлинском университете. Работал преподавателем польского, латинского, греческого языков и истории в гимназии в Познани.
В 1850—1852 — профессор Ягеллонского университета. В 1852 был уволен из университета в Кракове из-за отсутствия лояльности при введении в преподавание немецкого языка. В течение 2-х лет работал школьным учителем.
В 1854—1856 — заведующий кафедрой классической филологии университета Инсбрука.
В 1856—1874 — профессор, а в 1872—1873 — ректор Львовского университета.
Член Познанского общества друзей наук, в 1872 — Польской академии знаний, член Сербского научного общества в Белграде.
В 1876—1889 избирался депутатом (послом) Галицкого Краевого Сейма, с 1881 — пожизненный член Палаты господ Парламента Австро-Венгрии в Вене.
Умер во Львове и похоронен на Лычаковском кладбище.

## Научная и творческая деятельность
С 1842 года начал публиковать статьи, связанные с литературной критикой. Занимался изучением творчества старопольских писателей
В 1873—1893 входил в состав редакции по изданию «Monumenta Poloniae Historica», шеститомного сборника документов касающихся истории Польши.
Автор собрания документов по истории литературы Польши (1896), «Из исторического прошлого» (в 2-х томах, 1897), монографии «Юлиуш Словацкий. Его жизнь и творчество по отношению к современной эпохе». (в 3-х томах, 1866—1867, 1881), «Молодость Яна Кохановского» (1883).
Перу Малецкого принадлежат также, популярная «Грамматика польского языка — для школ и учителей» (1863) и научная "Историко-сравнительная грамматика польского языка (в 2-х томах, 1879).
К числу его исторических трудов относятся «Геральдические исследования» (в 2-х томах, 1890), «Курс вступительных лекций классической филологии и её энциклопедии» (1851), «Правление Болеслава Кривоустого» (1873), «От античности до романтизма» (1879) и др.
А. Малецкий — автор драматических произведений:
- Железный лист (1854)
- Гороховый венец или Мазуры в Кракове (1855) и др.

## Звания и память
- Доктор Honoris causa Ягеллонского университета (1892).
- Почëтный гражданин Львова (1891), ещё при жизни одной из улиц Львова было присвоено имя Антония Малецкого.
- Ныне его имя носит одна из улиц Познани.